# Tour Römer

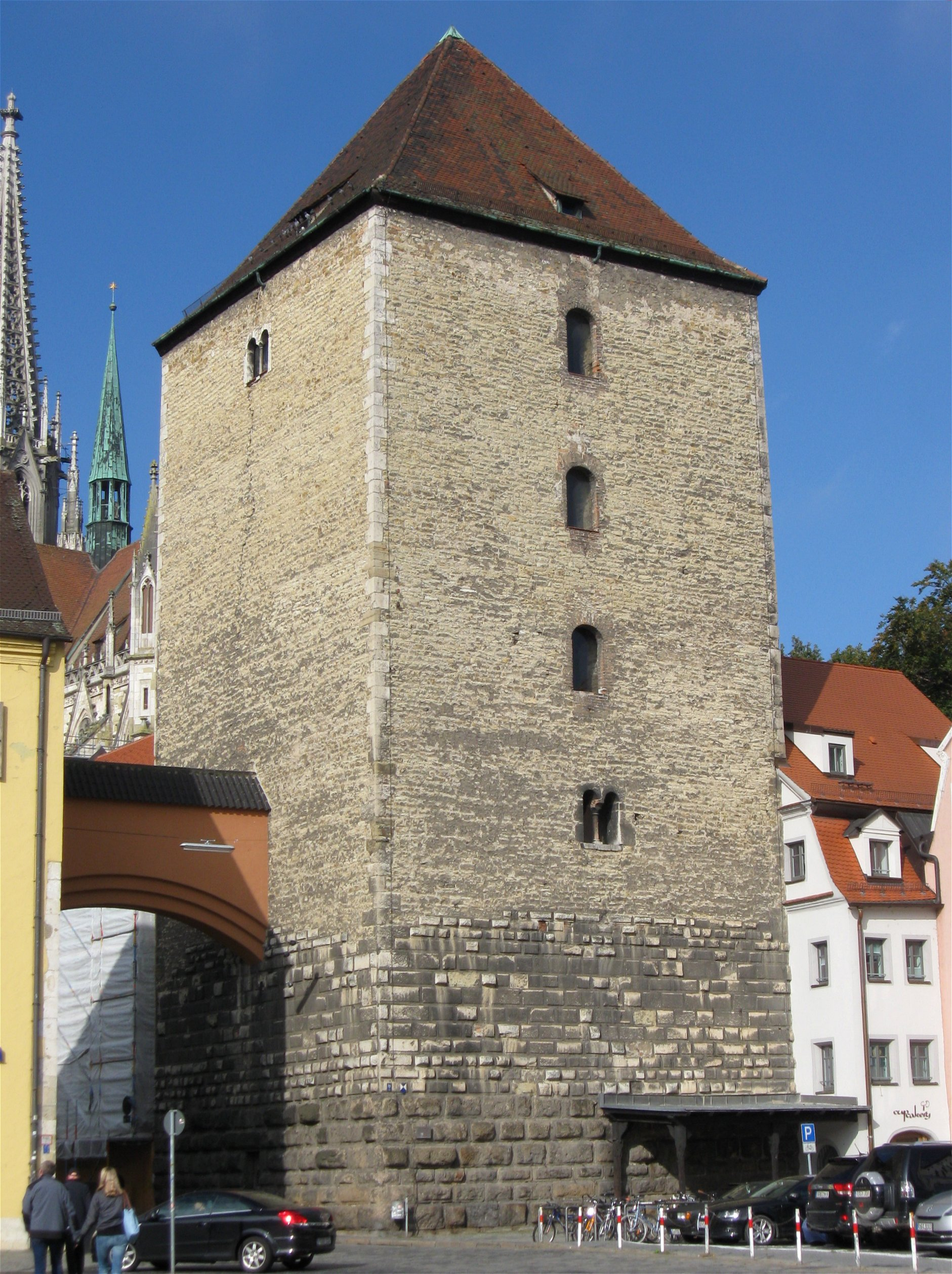
Tour romane, vue de l'est

La Tour Römer ou Römerturm (également appelée  "Heidenturm") dans la vieille ville de Ratisbonne domine le paysage urbain de l'ancien Kornmarkt avec sa forme massive. La tour résidentielle romane appartenait au Palatinat ducal et était reliée au Herzogshof voisin au sud par un arc diaphragme accessible, qui fut supprimé en 1855 et remonté sous une forme simplifiée en 1937/40.

## Description
La tour mesure 28 mètres de hauteur, elle compte sept étages avec deux zones. L'aspect ancien de la base plus ancienne, mais pas encore précisément datable, a donné son nom à la tour. La base inférieure de la tour date de l'époque post-carolingienne à Hohenstaufen et se compose de gros blocs à bosse, avec des pierres des fortifications romaines probablement également utilisées. 
La tour compte aussi deux cheminées,.
Pendant la Seconde Guerre mondiale, un faux plafond en béton armé de deux mètres d'épaisseur a été installé à l'intérieur de la tour afin que les vitraux de la cathédrale de Ratisbonne puissent être stockés dans la tour, à l'abri des bombes.